# Petra Laiti
Petra Laiti eller Ásllat-Mihku Ilmára Mika Petra, född 20 juni 1995 i Enare i Finland, är en samisk samhällsaktivist.

## Biografi
Laiti är sedan december 2021 rådgivare vid Nordisk kulturkontakt. Tidigare har hon arbetat som politisk assistent till inrikesminister Maria Ohisalo mellan 2019 och 2021. Mellan 2017 och 2020 var Laiti ordförande för Suoma Sámi Nuorat, ungdomsförening för samer i Finland. Dessutom har Laiti också verkat i föreningen City-Sámit, aktivistgruppen Ellos Deatnu! och Förenta Nationernas nätverk Global Indigenous Youth Caucus ordförandegrupp. År 2020 var Laiti en programvärd i Svenska Yes podcast Sällskapet, som diskuterar olika aktuella kultur- och samhällsfenomen.
Petra Laiti har studerat ledarskapsstudier vid Svenska handelshögskolan och skrivit sin pro gradu-avhandling där. Hennes modersmål är nordsamiska men i familjen pratar man också finska och svenska. Laiti föddes i Enare men har vuxit upp i södra Finland och Sverige.
Laiti har bland annat tagit ställning mot järnväg mellan Finland och Ishavet och kulturell appropriering av samer.
År 2018 tilldelades Laiti ett fredsstipendium av Svenska fredsvänner i Helsingfors.